# Myxidium baueri
Myxidium baueri is een microscopische parasiet uit de familie Myxidiidae. Myxidium baueri werd in 1982 beschreven door Kovaljova & Gaevskaya. 